# القنب الهندي في البحرين
القنب الهندي في البحرين غير قانوني.

## الاستخدام
قدر تقرير أعده مكتب الأمم المتحدة المعني بالمخدرات والجريمة لعام 2000 أن معدل انتشار تعاطي القنب للكبار في البحرين يتراوح بين 1 و 4 في المائة.

## التطبيق
في عام 2014 تم اعتقال مواطن بحريني لزراعة نباتات القنب في منزله وامتلاك 767 غراما من الحشيش. أدين بتهمة حيازة القنب وزراعته وإن لم يكن الاتجار به لأنه لم يتم العثور على دليل على بيعه وحكم عليه بالسجن لمدة 12 شهرا وغرامة قدرها ألف دينار بحريني.